# Perry (Ohio)
Perry és una població dels Estats Units a l'estat d'Ohio. Segons el cens del 2000 tenia 1.195 habitants.

## Demografia
Segons el cens del 2000, Perry tenia 1.195 habitants, 426 habitatges, i 325 famílies. La densitat de població era de 211,6 habitants per km².
Dels 426 habitatges en un 42% hi vivien nens de menys de 18 anys, en un 64,1% hi vivien parelles casades, en un 8,7% dones solteres, i en un 23,7% no eren unitats familiars. En el 20% dels habitatges hi vivien persones soles el 7,5% de les quals corresponia a persones de 65 anys o més que vivien soles. El nombre mitjà de persones vivint en cada habitatge era de 2,81 i el nombre mitjà de persones que vivien en cada família era de 3,24.
Per edats la població es repartia de la següent manera: un 30,3% tenia menys de 18 anys, un 6,2% entre 18 i 24, un 29,9% entre 25 i 44, un 24,5% de 45 a 60 i un 9,1% 65 anys o més.
L'edat mediana era de 38 anys. Per cada 100 dones de 18 o més anys hi havia 91,9 homes.
La renda mediana per habitatge era de 52.955 $ i la renda mediana per família de 58.281 $. Els homes tenien una renda mediana de 41.898 $ mentre que les dones 28.672 $. La renda per capita de la població era de 22.078 $. Aproximadament l'1,5% de les famílies i el 2,7% de la població estaven per davall del llindar de pobresa.

## Poblacions més properes
El següent diagrama mostra les poblacions més properes.